# Monument de l'Àngel
El Monument de l'Àngel és un grup escultòric del municipi de Lloret de Mar (Selva) que forma part de l'Inventari del Patrimoni Arquitectònic de Catalunya. Es troba emplaçat sobre una terrassa circular, amb escales obertes als quatre punts cardinals.

## Ubicació
Per arribar al Monument de l'Àngel cal agafar el camí que porta a Sant Pere del Bosc. Un camí que es pot agafar per diversos sectors, però el que nosaltres recomanem aquí és el que es troba a l'entrada de Lloret de Mar, concretament en l'Avinguda de les Alegries. Tot seguit un cop passada l'Ermita de la Mare de Déu de les Alegries cal agafar la primera rotonda a la dreta. El camí de Sant Pere del Bosc està perfectement senyalitzat en la rotonda. Un cop agafada la rotonda cal seguir tot recte. Al principi el camí està asfaltat però ràpidament es converteix en un camí de sorra, però perfectament transitable. Posteriorment només cal continuar tot recte i seguir les indicacions que ens anem trobant al llarg del camí. Per trobar el Monument de l'Àngel, prèviament hem d'arribar a les Casetes de l'Àngel. Des d'aquí surt un petit caminet que porta al Turó de Ses Pedres Lluidores, on immediatament trobem el mastodòntic Monument.
El monument de l'Àngel era un eslabó o esgláo més, al llarg d'una àmplia comitiva en format de Via Crucis o viaducte. Obria la processó Les Casetes de l'Àngel, seguides immediatament pel mastodòntic monument dedicat a l'Àngel. Posteriorment la comitiva feia un parèntesi fins a l'oratori de la Mare de Déu de Gràcia. A partir d'aquí ja venia el punt àlgid de la processó, la qual s'escalfava amb la Creu de Sant Pere del Bosc i que tenia com a culminació i punt final el Santuari de Sant Pere del Bosc, complementat amb el monument commemoratiu a l'artífex de tota aquesta processó simbòlica, com és el Monument a Nicolau Font. Un monument el qual està ubicat al centre de la plaça del santuari.

## Descripció
El monument de l'Àngel pretenia ser un gran pedró des del cim del qual la figura d'un àngel, amb les ales metàl·liques esteses, cridava l'atenció del vianant i assenyalava amb la mà dreta el camí de l'ermita de la Mare de Déu de Gràcia. Com si sortís del darrere del braç esquerre, una estrella, també de metall, marcava alhora el camí del cel. Amb aquesta actitud de l'estàtua, es materialitzava l'estrofa de Jacint Verdaguer esculpida en pedra a la part central del monument - la que es troba encarada a migdia, considerada segurament com la principal- i que diu així: "Maria al cel guia per camí de flors anem-hi i correm-hi cantant sos amors" JACINTO VERDAGUER. Hi havia doncs la invitació d'anar a visitar a Maria, en el seu santuari i de seguir el seu guiatge cap al cel.
La imatge de l'Àngel es recolza sobre una esfera de pedra, que possiblement és l'esfera del món. A l'equador d'aquesta bola, com si la dividís en dos hemisferis, hi ha una banda en bronze, amb la llegenda "Mater Divinae Gratiae", és a dir Mare de la Divina Gràcia. El cos central del monument té forma lleugerament de tronc piramidal. De cara al sud hi destaca el relleu de la Mare de Déu de Gràcia, sota del qual hi ha la quartera verdagueriana. En el punt d'unió del cos central i de la base, hi ha un medalló de bronze obra de l'escultor Eusebe Arnau i Mascort i fos als tallers de Masriera i Campins amb la cara de Mn. Jacint Verdaguer. Un medalló profusament ornamentat amb garlandes, incises amb les obres de l'autor. Aquest medalló fou el primer homenatge material que es va tributar a Catalunya al poeta de Folgueroles, després de la seva mort l'any 1902.
La part de llevant està dedicada a St. Jordi. Al voltant de l'efígie del sant hi ha una orla circular amb aquest text: "St. Jordi, Patró de Catalunya". Igualment amb relleu hi ha els símbols de St. Jordi - l'espasa i el drac- i dos escuts, un amb la creu i l'altra amb les quatre barres. A la part baixa i dins del mateix context, figuren els versos del canonge Jaume Collell que diuen així: "De la fe Martyr Sagrat a la terra Catalana Deuli Pau y Llibertat" JAUME COLLELL PREVERE.
Pel cantó de llevant, de cara, al santuari de St. Pere del Bosc, hi ha el relleu de St. Pere, amb els seus atributs pontificis, al·lusius al fet d'haver estat el Primer Papa de la història. Entre aquests atributs cal destacar els peixos, doblement significatius, tant en el sentit que St. Pere era pescador i deixà la feina per a ser pescador d'homes, com pel fet de ser el patró de la Confraria de Pescadors, que antigament era la que tenia cura del santuari de St. Pere del Bosc. També envolta la testa del principal dels apòstols una orla circular que diu: "St. Pere del Bosc, patró d'aquesta vall". Hi ha encara esculpides les claus - símbol del poder de fer i desfer- en una mena d'escut caironat i també amb aquesta forma l'escut de Lloret. Al peu de la composició hi diu: "St. Patró de esta encontrada benehiunos llars y fruyts y al donaunos entrada" Aquests tres versos venen signats per la poetesa DOLORS MONSERDÀ DE MACIÀ.
En el cantó nord el protagonisme principal el té l'escut de Catalunya, coronat i amb inscripció que diu "Deo et Pro Patria" i a sota l'escut la data de "1903". Al peu dels relleus que envolten tot el treball iconogràfic, torna a haver-hi l'escut de Lloret, dins d'una orla de pedra i aquesta vegada de forma circuilar i de bronze. En el lloc on a les altres cares hi ha el fragment poètic, aquí hi ha una inscripció que deixa constància que el monument va ser erigit a major glòria de la Verge Maria de Gràcia pel distingit Nicolau Font i Maig. La inscripció diu així: "A major Glòria de la Verge Maria de Gràcia feu erigir aquest monument sondevot Nicolau Font y Maig".
L'Àngel comporta implícitament una doble dedicació: per una banda el monument està directament dedicat a la glòria de la Verge de Gràcia. Mentre que per l'altra és una exaltació directa de la figura del poeta Mn. Jacint Verdaguer. L'Àngel es tracta del primer reconeixement públic al poeta, el qual l'any 1898 va passar uns dies a Lloret, vivint en la casa de Nicolau Font i Maig i visitant el santuari de St. Pere del Bosc, després de la seva mort.
La resolució plàstica i estilística tant l'escultura de l'Àngel com dels diversos relleus i elements ornamentals, evidencia a simple vista que ens trobem davant d'un grup escultòric magnificent que és el resultat final de la conjugació de l'art de grans artistes. Aquests postulats queden àmpliament corroborats i demostrats executant una mirada ràpida sobre el monument. Així des de la dimensió mastodòntica i sobrenatural de l'Àngel; passant per la minuciositat i precisió amb què han estat elaborats tant el medalló de Verdaguer com els relleus amb aquests escuts profusament ornamentats i engarlandats i fins a arribar al deteniment amb què s'han gravat les respectives inscripcions amb una cal·ligrafia molt clara i nítida, podem concloure que l'Àngel es tracta d'un monument no només de factura sorprenent i magnificent, sinó que també, paral·lelament està carregat i imbuït per tota una sèrie de connotacions simbòliques, però sobretot religioses molt potents i molt arrelades en aquest indret.
Pel que fa al tema dels materials, prima per sobre de tot un, com és la pedra sorrenca; és el material estrella que compon tot el monument a excepció de les ales matàl·liques de l'Àngel i de l'orla circular de l'esfera, sobre la qual descansa l'Àngel.

## Història

### Encàrrec

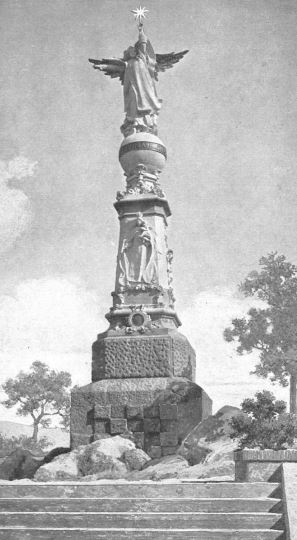
Any 1904

Els descendents de Nicolau Font i Maig van alçar, a mig camí entre Lloret i St. Pere, sobre el turó de Ses Pedres Lluïdores -nom donat a les pedres granítiques que afloren i brillen a causa de la mica que forma part de la seva composició- el monument conegut per "L'Àngel". La inauguració del monument va tenir lloc el primer de maig de 1904, concretament a les nou del matí. En el moment de la benedicció van caure les banderes catalanes que cobrien l'Àngel, mentre l'Orfeó "Harmonia Lloretenca" que va tenir una existència de vuit anys, concretament del 1903 fins al 1911, interpretava la cançó "l'arbre sagrat" d'Enric Morera. Per recordar el fet es va introduir en un tub cilíndric de vidre un pergamí que contenia l'acta aixecada d'aquella cerimònia i es va col·locar dins d'un forat que contenia la darrera pedra, que fou incorporada tot seguit al monument.
El monument fou projectat i dirigit per Enric Monserdà, el qual havia tingut cura de la major part de la decoració interior del santuari de St. Pere quan fou restaurant en el 1898. La part escultòrica fou feta per Frederic Bechini, segons models de l'escultor modernista Eusebi Arnau i Mascort -autor del medalló de Verdaguer-. L'escultura decorativa va anar a càrrec de Joan Pujol. El bust en baix relleu de Verdaguer es va fondre als tallers de Mas Riera i Campins. Frederic Bechini i Joan Pujol eren dos artistes de menys volada creativa que es limitaven a executar el que els altres dissenyaven. Implícitament el medalló fou el primer homenatge públic tributat a Verdaguer després de la seva mort, ja que un relleu del monument porta l'efígie del poeta i sacerdot.
Nicolau Font va encarregar al poeta Jacint Verdaguer la reforma dels Goig de la Verge de Gràcia i un cant a la Creu, el qual va ser musicat pel prestigiós compositor Càndid Candi, per tal de cantar davant la Creu de Terme que va fer construir a la vista del santuari, segons un projecte del famós arquitecte modernista Josep Puig i Cadafalch -per la part de la drecera també va fer construir una altra creu de pedra, una mica més senzilla-, autor també de l'artística capella que s'alça just en la bifurcació del camí popular de St. Pere i de la drecera. Tot això dintre d'una marcada línia modernista pròpia de l'època i que va ser solemnement inaugurat el dia 1 de maig de 1898.
Un "americano" curiós fou Nicolau Font i Maig (1830-1908). Va anar a Jaruco (Cuba) força jove, cridat per un oncle que treballant el camp s'hi havia fet ric i li va deixar la fortuna feta. En fou l'hereu. Als 30 anys ja va adquirir, des d'allà, per 200.000 rals l'heretat llorenenca de St. Pere del Bosc, treta a subhasta el 1860 amb la desamortització. Augmentà la fortuna heretada amb altres negocis, entre ells el comerç fet amb la coberta "Jaruco" que comprà (construïda a Bristol el 1957). Va tornar a Lloret tan carregat de diners que la gent li deia "El conde" i explicaven que quan hi havia de "tallar el cupó" necessitava ajudants i s'hi passava dies. Va embellir el santuari i l'entorn de St. Pere del Bosc, i diu la llegenda que volia pavimentar el pis de l'ermita amb monedes d'or. Demanà permís al rei i aquest li va dir que sí però que, en tot cas, posades en cantell, perquè el poble no trepitgés la cara del monarca. No en devien tenir prou, perquè no es va pas fer, etc.
Gràcies a la gran fortuna que va amassar a les amèriques, Nicolau Font i Maig es va poder construir una gran residència senyorial al centre de Lloret, com és la casa coneguda popularment com a Can Font o Can Coadran.

### Artistes implicats
Eusebi Arnau Mascort, va néixer a Barcelona en el 1864 i va morir en la mateixa ciutat el 1933. Gran part de la seva escultura és aplicada a l'arquitectura. Pocs escultors catalans van saber comprendre com ell a vida de la figura humana, sobretot en les figures femenines. Va ser també el primer medallista català.
Enric Monserdà i Vidal va néixer a Barcelona en el 1850 i va morir, també allí, el 1926. El seu gran èxit el va aconseguir en el 1915, quan va ser premiat el seu projecte de decoració del Saló de Cent de la Casa Consistorial de Barcelona, la realització del qual va dirigir segons l'estil arquitectònic d'aquest històric saló. Va aplicar la pintura a la vidriera, a la tapiceria, a la pavimentació i mosaics i als bordats.
Joan Pujol va ser un escultor del segle XIX-XX de Barcelona. D'entre les seves obres cal mencionar les quatre cares del monument de l'església de Nostra Senyora de Gràcia, que en el 1903 va obrar en col·laboració amb Eusebi Arnau i Mascort. En el 1900 tenia en el seu taller en carrer de Tallers de Barcelona.
Frederic Bechini era un escultor d'origen italià vingut de Barcelona a finals del segle xix. Aviat contactà i es va entendre amb els artistes destacats de l'època i fundà un taller de força categoria, el Tallers Bechini, en el qual es van materialitzar molts encàrrecs, com ara bona part de l'obra escultòrica de l'Àngel.
Dolors Monserdà de Macià era germana del gran artífex del monument de l'Àngel, Enric Monserdà de Macià. Va ser una poetessa molt important per Catalunya i va guanyar diverses vegades els Jocs Florals de Barcelona.